# Mont Œta
Le mont Œta (en grec ancien : Οἴτη / Oítê ; en grec moderne : Οίτη / Íti) est un sommet du massif de Pinde en Grèce. La montagne est la source du petit fleuve Asopos de Thessalie qui se jette dans le golfe Maliaque près des Thermopyles. La plus haute cime est le Pyrgos avec 2 152 mètres d'altitude, le Greveno est la seconde avec ses 2 117 mètres.  Il est classé parmi les parcs nationaux de Grèce.

## Mythologie
Le mont est connu comme le lieu de la mort d'Héraclès. D'après le mythe, après avoir revêtu la tunique de Nessos, Héraclès sent sa peau le brûler sous l'effet du poison de l'Hydre. Ne pouvant supporter la douleur, il fait dresser un bûcher sur le mont Œta où il meurt incinéré.

## Faune
Le lieu abrite des vautours fauves, des aigles royaux, ainsi que des chamois des Balkans (Rupicapra rupicapra balcanica).

## Parc national
Le parc national du mont Œta couvre une superficie de 72 km2. Il a été créé en 1966.